# Gépipari Formatervezési Triennálé
A Gépipari Formatervezési Triennálékat Székesfehérváron rendezték meg, értelemszerűen három évente. A II. Gépipari Formatervezési Triennáléra 1987-ben került sor, Zsoffay Róbert csoportos kiállításon szerepelt műveivel. Dr. Lissák György Munkácsy-díjas ipari formatervező, művészettörténész 1987-ben Triennálé Díjjal lett kitüntetve. A III. Gépipari Formatervezési Triennálét 1990-ben rendezték meg.

## Külső hivatkozások
- 2. gépipari formatervezési triennálé: 1987, május 22--augusztus 23-ig, Székesfehérvár, Csók István Képtár[halott link]
- 2. Gépipari Formatervezési Triennálé : 1987, május 22 - augusztus 23-ig : Székesfehérvár, Csók István Képtár.[halott link]
- Csók István Képtár, Székesfehérvár térkép, iranymagyarorszag.hu
- Csók István Képtár, Székesfehérvár museum.hu